# Thiers Fleming
Thiers Fleming (São Gonçalo do Sapucaí, Minas Gerais, 27 de agosto de 1880 - Rio de Janeiro, RJ, 31 de agosto de 1971) foi um geógrafo, engenheiro naval e militar da Marinha do Brasil. 

## Biografia
Era descendente de João Joaquim Fleming, um imigrante irlandês de Dublin que foi membro destacado da vida pública do Brasil.
Possuía a patente de Capitão de Mar e Guerra da Marinha brasileira e exerceu, dentre outros, as funções de Chefe de Gabinete do Ministro da Marinha, Almirante Alexandrino de Alencar, Subchefe e Chefe do Estado Maior do Presidente Venceslau Brás e do Vice-presidente Delfim Moreira e Diretor de Armamento da Marinha do Brasil, Diretor Técnico da Comissão de Fiscalização das Obras do Novo Arsenal da Marinha do Brasil, na Ilha das Cobras, de 1926 a 1930.
Também exerceu destacado papel na definição dos limites interestaduais no Brasil, notadamente no processo de negociação entre Paraná e Santa Catarina, que viria a por fim à Guerra do Contestado.
Escreveu diversas obras sobre assuntos técnicos, especialmente ligados à Marinha, dentre elas encontra-se "Limites Interestaduais" (1917) e sua autobiografia "Memórias" (1957).
Como provedor de 1939 a 1944, inaugurou o Museu Imperial Irmandade de N. S. da Glória do Outeiro.